# 중동중학교 축구부
중동중학교 축구부는 서울특별시에 위치한 중동중학교의 축구부이다.

## 출신 인물
- 권창훈
- 방창준
- 이현승
- 허정무

## 같이 보기
- 중동중학교